# The Contract (Twenty One Pilots)
The Contract è un singolo del duo musicale statunitense Twenty One Pilots, il primo estratto dall'ottavo album in studio Breach, pubblicato il 12 giugno 2025.

## Descrizione
La sua pubblicazione viene annunciata, all'indomani dell'apparente conclusione del tour internazionale in promozione di Clancy, il 21 maggio 2025. Nella stessa occasione viene annunciato che il singolo anticiperà l'ottavo album di inediti del gruppo, intitolato Breach e atteso per l'autunno 2025. Viene inoltre annunciato che il tour in promozione a Clancy riprenderà nell'ottobre 2025, con il titolo di The Clancy Tour: Breach.
Il brano è stato descritto come un mix di hip hop, emo e pop, con un muro sonoro composto da ritmi incessanti di batteria tendenti al drum and bass e linee leggere di sintetizzatori e pianoforte, mentre il testo, oscuro e criptico, parla di paranoia, ansia e timore e fa riferimento al prosieguo della storia del personaggio fittizio Clancy.

## Video musicale
Il video ufficiale del brano, diretto da Frédéric De Pontcharra, è il seguito del video musicale di Paladin Strait, ultimo brano dell'album del 2024 Clancy e che a sua volta proseguiva la storia di Clancy e del suo ritorno in Trench.

## Tracce
Testi e musiche di Tyler Joseph, Paul Meany, Dominic Harrison e Matt Schwartz.
1. The Contract – 3:47

## Formazione
Gruppo
- Tyler Joseph – voce, pianoforte, tastiera, basso, chitarra, produzione
- Josh Dun – batteria

Altro personale
- Paul Meany – produzione
- Adam Hawkins – missaggio
- Joe LaPorta – mastering

## Classifiche
| Classifica (2025)                | Posizione massima |
| -------------------------------- | ----------------- |
| Irlanda                          | 51                |
| Regno Unito                      | 33                |
| Stati Uniti                      | 104               |
| Stati Uniti (alternative)        | 8                 |
| Stati Uniti (rock & alternative) | 15                |